# Le Mystère de Stonehenge
Le mystère de Stonehenge est un livre-jeu écrit par Pierre et François Lejoyeux en 1988, et édité par Le Livre de poche dans la collection Histoires à jouer : Sherlock Holmes, dont c'est le septième tome.